# Guanes
Los guanes son un pueblo indígena que habitó el territorio que actualmente corresponde a los municipios de Los Santos, Jordán, Cabrera, Barichara y Curití, hasta la unión del río Charalá o Fonce y Suárez o Saravita; departamento de Santander en la República de Colombia.  Anteriormente se presumía que hablaban una lengua de la familia chibcha y se les relacionaba con los muiscas, aunque recientes investigaciones han revaluado esta idea proponiendo una migración del Orinoco o las costas de Venezuela. La práctica cultural de la deformación craneal artificial entre los guanes, los relaciona, aunque indirectamente y solo por la costumbre, con pueblos como los quimbaya, panches, pijaos, laches, muiscas y chancos y con culturas distantes como la maya, la nazca y la paracas; los guanes, en su caso, lo hacían para demostrar mayor ferocidad en sus rostros, y parecerse a los felinos.

## Etimología
Mucho se ha dicho sobre los  guanes que vivieron en un sector de Santander (Colombia), a los alrededores y sobre el cañón del Chicamocha o cañón del Gallinazo. Igual podemos afirmar de la lengua guane y del término "guane" como tal.
Hasta hace poco, pudimos constatar mediante "investigaciones de campo" (las de escritorio sirven sólo hasta cierto punto) la posible razón de tal mención, que entre otras cosas surge de la forma en que se referían los indios muiscas a los habitantes de los cuales estamos hablando:

Así las cosas, como los guías del capitán español Martín Galeano eran de la región "muisca", les refirieron la existencia de unos indígenas que eran "Guatas" (que significa "altos" en muisca); la sonoridad del vocablo era tal que sonaba parecido a "Guates" (como los llama incluso algún cronista) y ello degeneró en la palabra "Guanes". Sólo nos percatamos de esta sonora coincidencia, cuando haciendo dosimetría ósea sobre gran cantidad de muestras en tumbas de la Mesa de los Santos (Santander) pudimos constatar que efectivamente se trataba de un pueblo que superaba la media nacional en altura, llegando incluso a encontrar personas con hasta 1.76 m de estatura, es decir, sí eran “altos” y seguramente por ello se les llamó de la manera como hasta hoy se les conoce.

A esta hipótesis se llegó hasta hace muy poco (marzo de 2012), pero esclarece en mucho el estudio de esta etnia.

## Características

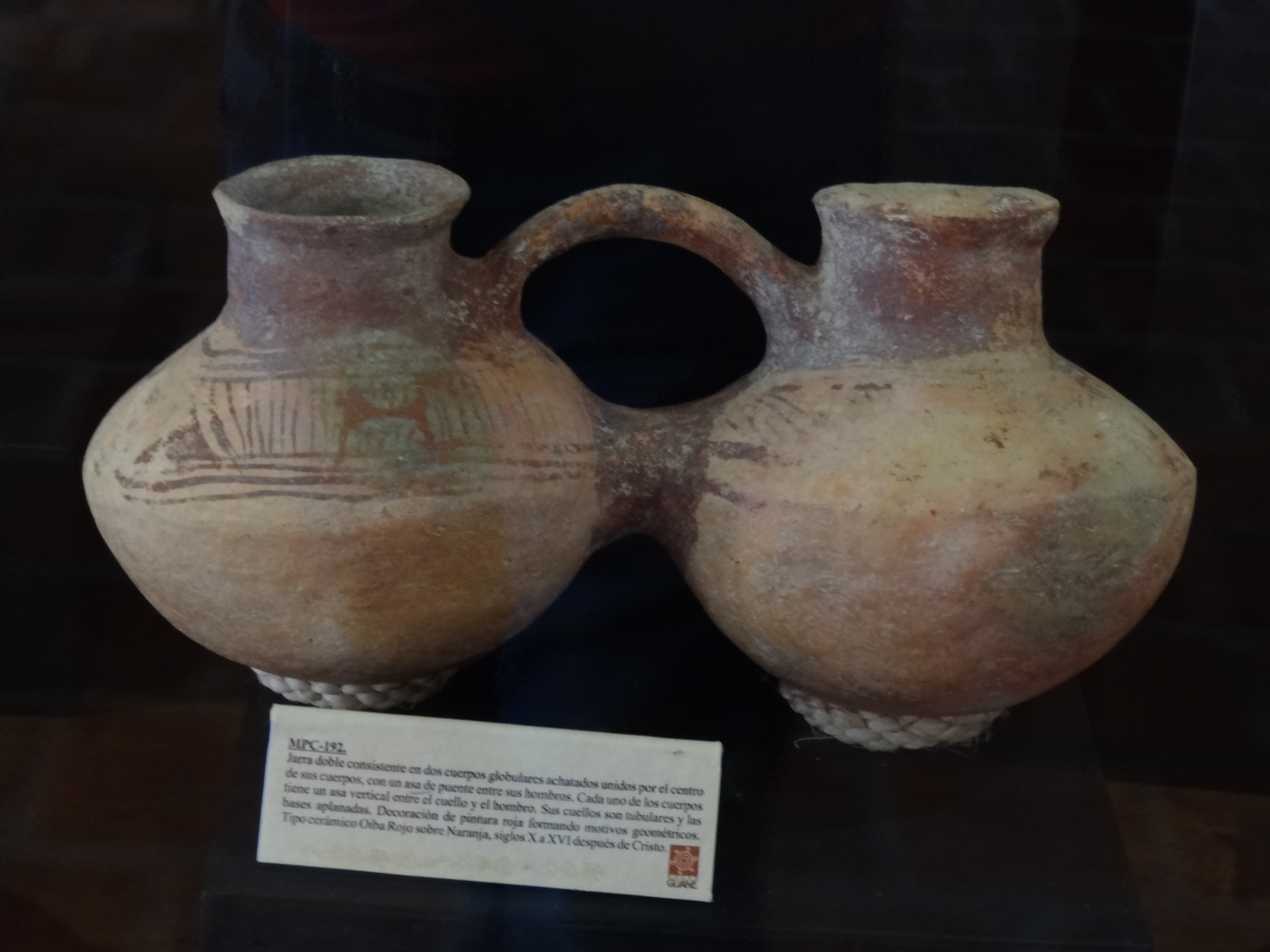
Muestra de alfarería guane.

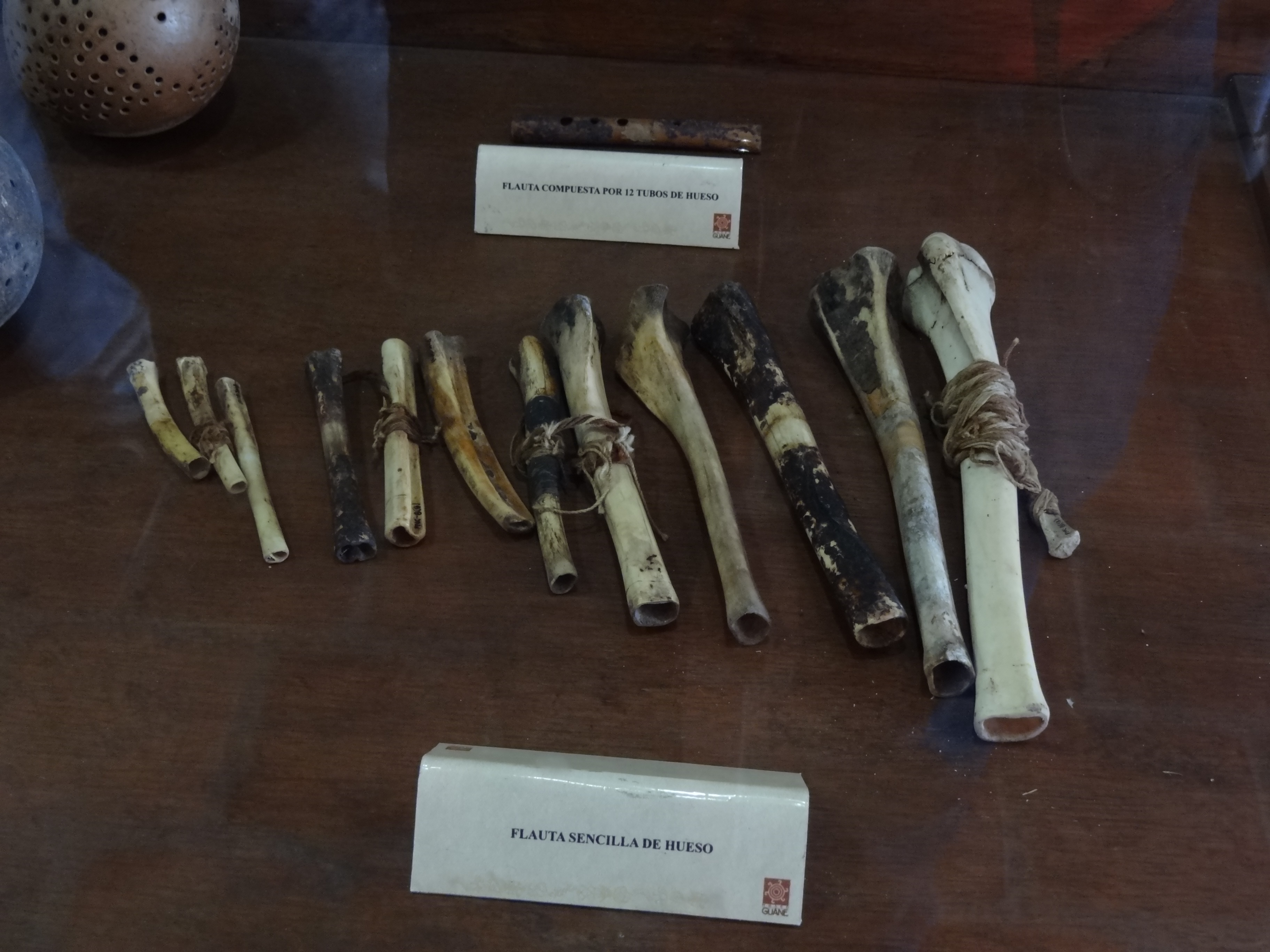
Instrumentos musicales en hueso fabricados por los guanes.

### Territorio
Sus dominios colindaban por el occidente con el de los yariguíes, por el norte con el de los chitareros, por el oriente con el de los laches, y por el sur y sudeste con el de los poimas y chalalaes, entre otras etnias indígenas.
Las investigaciones más recientes han demostrado que los guanes no ocuparon un territorio tan amplio como se pensaba anteriormente, según autores como D’Costa y otros. En cambio, se ha establecido que su territorio se limitaba a la mesa de Xerira (posteriormente conocida como Los Santos o Jéridas) y a las faldas orientales a orillas del río Saravita (actual río Suárez), hasta la desembocadura del río Fonce o Charalá.
Zonas como El Socorro, San Gil, Oiba, Charalá y otras no formaban parte del territorio guane, sino que estaban habitadas por etnias distintas. Aunque estas no han sido estudiadas en profundidad, la evidencia arqueológica —como prácticas funerarias, tejidos, alfarería y arte rupestre— sugiere que no pertenecían al mismo grupo cultural que los guanes.
Según Otero D'Costa, y bajo antiguas teorías actualmente revaluadas por muchos investigadores, los límites eran: por el occidente por el trayecto que toma la cordillera, o serranía de los yariguíes, sigue por el alto de Zapatoca, una parte del río de Oro hasta el punto donde desemboca el río Suratá. Entre este río y en el río Umpalá a la altura del páramo de Santa Bárbara, se limitaba el territorio guane por el norte y noreste con el de los chitareros. Bajando por el río Umpalá hasta su desembocadura del río Chicamocha y regresándose por éste hasta su punto de coincidencia con la cordillera de Guantiva se demarca el límite con los territorios laches. La continuidad de la cordillera de Guantiva hasta el páramo de La Rusia define la frontera sureste con el país muisca, y continua por el sur hacia el oeste por parte del río Tolotá y del río Lenguaruco, el cual desemboca en el río Suárez.

### Gobierno
El cacique Guanentá era uno de los soberanos que gobernaban el pueblo guane. Su sede de gobierno estaba ubicada en la Meseta de Xerira o Jéridas (hoy Mesa de los Santos) y a su jurisdicción, según proponen algunos historiadores, se sujetaban caciques como los de Xuaguete, Bocore, Butaregua y Macaregua. En el libro "Entre Rostros y Tumbas" se hace una propuesta del posible encuentro de la tumba del cacique Guanentá, tema sobre el cual hasta el momento no existían sino leyendas campesinas y desarrollos poéticos. Este encuentro maravilloso nos da cuenta de la importancia que para esta etnia tuvo la persona (posiblemente Guanentá) que allí fue enterrada con más de 30 personas, y cuya característica principal es la disposición defensiva ante las posibles intrusiones de los invasores españoles, que como está comprobado, tenían la costumbre de saquear las tumbas indígenas. Uno de los rostros de los guerreros fue reconstruido por Martín Davis Acevedo, experto en reconstrucción forense de la Fiscalía General de la Nación, y se encuentra expuesta en la Casa del Libro Total (Bucaramanga/Colombia).

### Destrezas
Cultivaron el algodón, maíz, fríjol, piñas, tabaco y coca. Fueron habilidosos artesanos y realizaban grandiosos trabajos con hilos de algodón y fibras de ceiba. Sin embargo su principal fuente de alimentación, fue el pescado (para su conservación emplearon la sal comerciada por mantas, con las salinas del bajo Cocuy, por donde habría venido su migración).
Los guanes creaban sus propias armas, incluyendo flechas, tiraderas, garrotes y lanzas en Macana. Intercambiaban mantas por sal con las salinas del bajo Cocuy, y seguramente alguna otra con los muiscas de la sabana de Bogotá, y alfarería con los chitareros y oibas principalmente, y conchas con los nativos del Caribe, entre otros pueblos.

### Genética
Los análisis genéticos de restos precolombinos de la región guane, así como de la población guane actual de Butaregua, Barichara, han encontrado que el ADN mitocondrial de todas las muestras pertenecen a los haplogrupos A, B y D, tres de los cinco propios de las poblaciones indígenas de las Américas, con ausencia del haplogrupo C que es común en las poblaciones indígenas de Colombia y ha sido hallado en los restos muiscas.
Entre los guanes el haplogrupo de ADN mitocondrial más frecuente es el B (64 % en la población actual de Butaregua, 41 % en los restos precolombinos), seguido del A (12 % y 35 %) y del D (24 %).
Por otra parte, tres de los haplotipos de los nueve correspondientes a estos tres haplogrupos encontrados en los restos precolombinos guanes no han sido hallados en otros indígenas americanos, pero sí en poblaciones actuales de China, Mongolia y Siberia y uno de los haplogrupos es exclusivo de los guanes.
Debido a la gran masacre que se realizó de los pueblos indígenas de Santander, entre ellos los Guanes, la región fue poblada posteriormente por blancos, principalmente españoles, que buscaban riquezas en los auríferos de gran cantidad existentes en la región. Es por ello que el genetista Emilio Yunis, precisamente manifiesta que hecho el análisis de trazas indígenas en los habitantes de este departamento colombiano, es de los grupos que menos mezcla o mestizaje tienen de Colombia.

### Apariencia

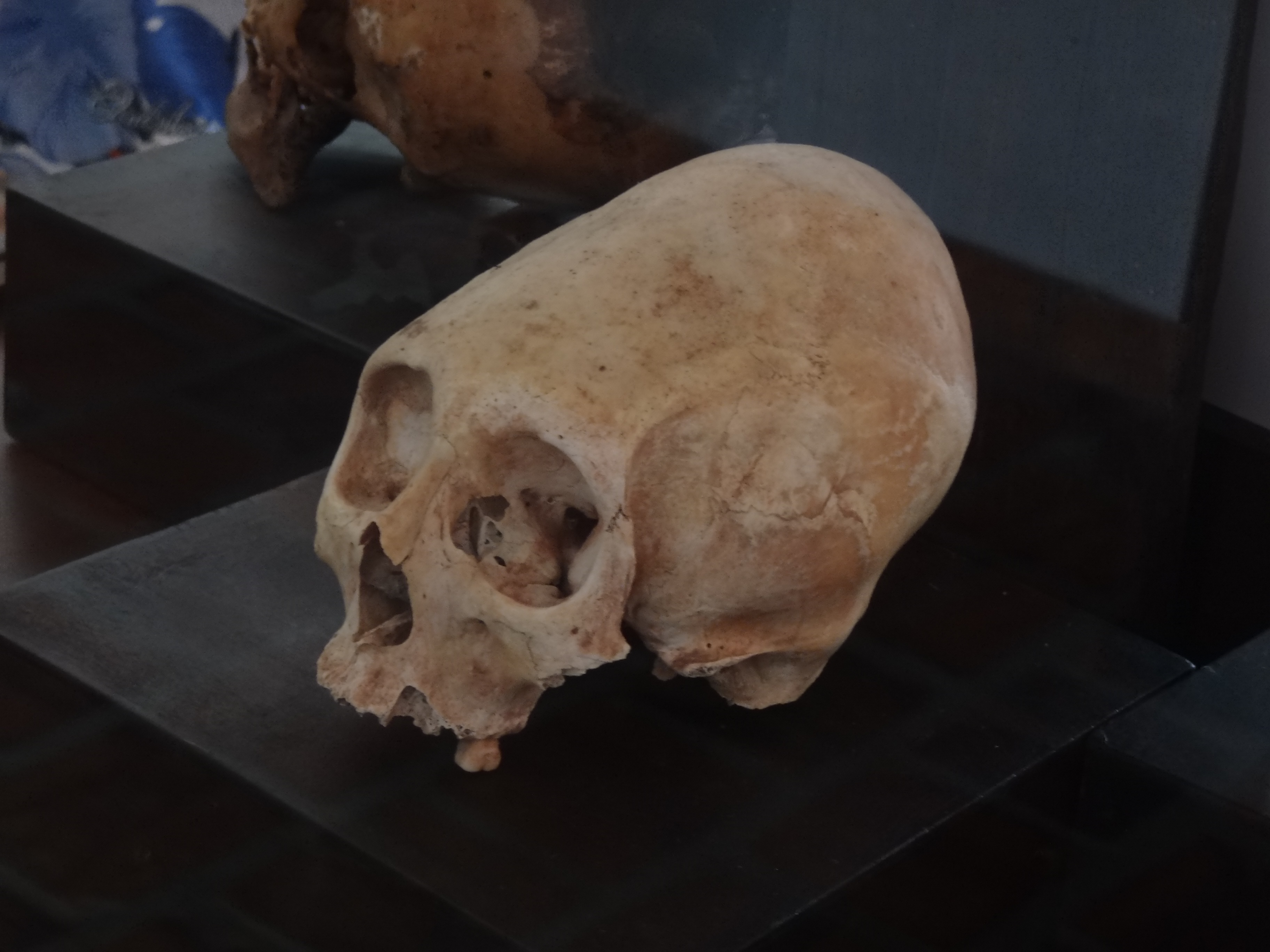
Cráneo de individuo con deformación craneal oblicua, exhibido en el Parque nacional del Chicamocha.

De los resultados del estudio escanográfico y radiográfico realizado en 1991, a dos momias guanes encontradas en la Mesa de los Santos, se formuló nuevamente, la vieja teoría según la cual los guanes tenían "aspecto caucasoide";  sin que se afirme con ello que eran "blancos" como se ha pretendido enarbolar, sino menos colorados que los demás naturales. El estudio dirigido por el antropólogo Gonzalo Correal y el médico Iván Flórez, también ha confirmado que algunos de los restos humanos encontrados datan del 600 d. C., según se desprende de los datos entregados por el laboratorio Groningen C14 Laboratorium de Holanda. El estudio tuvo por objeto dos momias guanes que actualmente forman parte de las colecciones del museo de la "Casa de Bolívar".
Según datos de la misma investigación, los guanes hombres medían en promedio 163 cm y las mujeres 151 cm; otros estudios más recientes realizados sobre las tablas de Pearson y Krogman arrojaron resultados más sorprendentes al encontrarse que los varones medían hasta 176 cm, y las mujeres de hasta 157 cm, que están muy por encima del promedio nacional. Se supo también que el grupo sanguíneo de la muestra era O, el dato se obtuvo a partir de 100 g de piel de los restos hallados en la cueva de la Purnia, aunque debe aceptarse que ello es un simple comienzo para el estudio profundo de los guanes.
Empleando investigación de campo y craneometría forense, se ha logrado reconstruir el rostro de un guerrero guane. Efectivamente, con una deformación dolicocéfala proveniente de la idea de que la cara toma la apariencia de un felino (mayor ferocidad - ligantropismo), se demostró que los guanes sí tenían una apariencia que los diferenciaba de otras etnias, como los muiscas o yariguíes, pero al mismo tiempo se consideró que a pesar de algunos rasgos caucasoides, los cráneos presentan en general y en la mayoría de sus características un tipo "mongoloide".

## Historia
Los datos más antiguos los aporta Juan de Castellanos, quien contabilizó treinta mil casas pobladas por dos y tres vecinos cada una y en ella sus mujeres y familias, organizados en treinta y uno o treinta y dos cacicazgos, número superior a lo presentado por Restrepo, pero nunca estudiado a profundidad.
Se sabe que el territorio guane fue conquistado en 1540 por las tropas de Martín Galeano, capitán de la expedición de Ambrosio Alfinger, quien penetró inicialmente hasta Macaregua, donde fue hábilmente rechazado por los Guanes (murió Pedro Vásquez por una pica tostada de macana, lo cual es muy importante en la historiografía ya que les dio a entender a los nativos que el invasor no era un dios invencible); luego pasó Galeano a la Mesa de Xérira donde venció a Guanentá, y luego en dirección al sur dominó otras parcialidades guanes como Butaregua y Choaguete, entre otras, dominando toda la región. El cacique Chanchón o Chacher encabezó una rebelión, pero fue derrotado. Los españoles despojaron a los Guanes de las mejores tierras para la agricultura y sometieron a los aborígenes a tributos, encomiendas y mitas. Muchos guanes fueron desplazados a trabajar en las minas de oro del Río de Oro, donde la mayoría de los mitayos perecieron. Parte de la población fue víctima de epidemias desencadenadas tras la llegada de los europeos. Muchos hombres guanes fueron prácticamente exterminados, a tal punto que a escasos 20 años de la invasión, quedaba menos del 10 % de los habitantes de las comunidades.
La aldea de Móncora, actualmente conocida como corregimiento de Guane, en Barichara, fue escogida por los españoles como un área de reubicación y adoctrinamiento de guanes sobrevivientes (y posiblemente también de indígenas de otras etnias circundantes.) En 1617 los caciques de Móncora, Choagüete, Corotá, Butaregua y Guanentá, afirmaban en una carta que en Móncora "tenemos iglesias y en ella hacemos nuestra festividades", además de resaltar que era un lugar apto para pescar (recordemos que su principal medio de sustento era la pesca en los ríos Chicamocha y Saravita). El 22 de enero de 1622 fue establecida la parroquia y nombrado un párroco. En una visita del Arzobispo entre el 15 al 19 de mayo de 1623 fueron bautizados 134 indígenas y confirmadas 490 personas entre las cuales estaban los caciques de Móncora, Coratá, Chuagüete y Macaregua.
En las partidas de bautismos y en los libros de recaudo del siglo XVII de la parroquia de Guane constan los siguientes apellidos indígenas de los habitantes: Aygaro, Bacarique, Bacaregua, Baruya, Bucarabo, Boachire, Barisiqui, Bigabo, Borasivo, Boareo, Buragua, Burugate, Caribiqui, Cuyarique, Charique, Chene, Chuagua, Chingaro, Chiraguete, Chiraguaro, Chingaro, Chiagato, Ichagaro, Iguarique, Inaguato, Guacariqui, Guaraguya, Igariguo, Iguarique, Iguasiba, Macaguato, Maniella, Mencarique, Mincareo, Ocaguato, Pache, Quichire, Reatiga, Robaquiza, Sumira, Tequivo, Tecuya, Umagaro, Uncaguato, Vecarique, Vilareo, Yacarique, Yaguiro, Yuarique, Yuba, Yaneque, Yrube, Yuararaco, Yubarique y Yoarique; apellidos guanes o de otras etnias que con ellos fueron reunidas en los llamados "resguardos".
El 20 de junio de 1751 al suprimir los españoles de El Socorro el pueblo indígena de Chanchón (que no era guane), los 13 indios supervivientes de esa comunidad fueron llevados a Móncora.
En el censo levantado en 1778 durante la visita del fiscal Francisco Antonio Moreno y Escandón, aún se registraron en Guane (Móncora) algunos apellidos indígenas: Bacareo, Borache, Bucagua, Chireo, Guaracabo, Guatasique, Guayabato, Lipe, Locaguato, Macareo, Quecho, Sinuco, Tasco, Yuarique y Yuba, aunque no se pueda afirmar con seguridad cuáles son de la etnia guane.
Se sabe que antes de 1780, el que sería líder de los Comuneros, José Antonio Galán, se refugió en las comunidades guanes sobrevivientes, después de haber asaltado en Charalá a cazadores de indios:

De los pueblos cercanos acuden las autoridades a restablecer el gobierno de Charalá, y desde luego a organizar la persecución contra Galán que, avisado de la situación huye al monte, precisamente a la región de los guanes que lo reciben con alborozo y lo proclaman su jefe.

En la década de los ochenta del siglo XX, el sacerdote Isaías Ardila Díaz encontró los siguientes apellidos indígenas entre los residentes en el corregimiento de Guane: Bacareo, Borache, Cabarique, Chaco, Guartero, Guatecique, Izaquita, Noa, Quecho, Sinuco y Tasco.
Una comunidad descendiente de los guanes de la región vive en la vereda Butaregua, perteneciente al municipio de Barichara (Santander). Esta comunidad ha adoptado el estilo de vida campesino, pero se autoidentifica como "guane" y mantiene la memoria de sus antepasados. Los estudios genéticos confirman su relación con los pobladores guanes precolombinos.